# Игры малых государств Европы 2025
XX Игры малых государств Европы прошли с 27 по 31 мая 2025 года в Андорре-ла-Велья и ещё 6 городах Андорры. Андорра приняла Игры в третий раз (до этого в 1991 и 2005 годах). Кроме этого, в Андорре должны были пройти Игры 2021 года, отменённые из-за Пандемии COVID-19.
В играх участвовало около 1150 спортсменов из 9 стран Европы, входящих в Группу малых государств Европейских олимпийских комитетов (EOC). Они соревновались в 159 дисциплинах 16 видов спорта.

## История организации
Первоначально в Андорре должны были состояться Игры малых государств Европы 2021 года, но из-за пандемии COVID-19 они были отложены, а поскольку право проведения следующих Игр 2023 уже было предоставлено Мальте, Андорра стала организатором Игр 2025 года.

## Символы

### Логотип

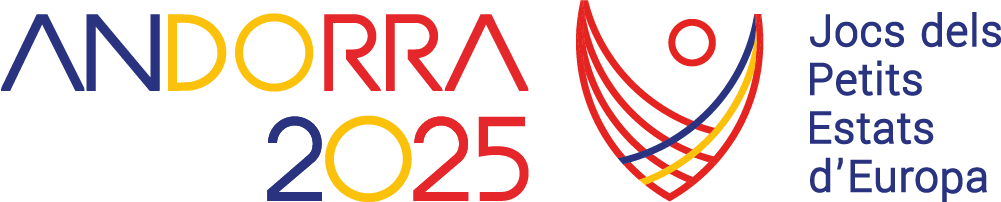
Логотип Игр малых государств Европы 2025

Логотип XX Игр малых государств Европы разработан дизайнерской группой Тони Колома д’Аймары и был представлен 8 апреля 2024 года.
Логотип представляет из себя щит в форме буквы V, составленной из семи линий по числу общин Андорры, расположенных в двух главных долинах страны. Круг внутри лучей шита символизирует Солнце. Слева от щита — стилизованное название страны ANDORRA и год 2025. Расцветка представляет сочетание трёх цветов флага Андорры — синего, жёлтого и красного. Справа от щита — официальное название Игр на каталанском языке (государственном языке страны) — Jocs dels Petits Estats d’Europa.

### Талисман
Талисманом Игр стало мифологическое животное тамарро, по преданию водившееся в Андорре. Этот же талисман использовался и в Играх 1991 года, но для нынешних Игр переработан андоррским художником Пере Молесом. Имя талисману выбрано путём голосования граждан страны. Большинство высказалось за вариант Валирет (Valiret), образованный от названия реки Валиры и её двух рукавов (Северной и Восточной Валиры), протекающих через всю территорию Андорры.

### Факел
Факел Игр также разработан группой Тони Колома д’Аймары. Его верхний профиль напоминает силуэт горы Кома-Педроса — высочайшей вершины Андорры. На основание факела нанесены названия семи общин Андорры и семь металлических колец, символизирующих единство общин. Изготовлен факел из нержавеющей стали.

## Страны-участницы
В Играх приняли участие спортсмены 9 стран.
| - Андорра - Исландия - Кипр - Лихтенштейн - Люксембург | - Мальта - Монако - Сан-Марино - Черногория |

## Спортивные объекты
Церемония открытия Игр прошла 26 мая на Национальном стадионе в городе Андорра-ла-Велья, а закрытия — 31 мая в спортивном комплексе «Прат дель Роуре» в городе Эскальдес-Энгордань. 15 соревновательных объектов располагались в каждой из 7 общин Андорры.
Андорра-ла-Велья
- Коммунальный стадион Андорры-ла-Вельи (кат. Estadi Comunal d'Andorra la Vella) — лёгкая атлетика.
- Спортивный центр «Серрадельс» (кат. Centre Esportiu Serradells) — гимнастика, плавание, синхронное плавание, пулевая стрельба.
- Павильон «Жоан Алай» (кат. Pavelló Joan Alay) — баскетбол.
- Корты спортивного клуба «Принсиэспорт» (кат. Princiesport ) — теннис.
- Центральный парк (кат. Parc Central) — пляжный волейбол.
- Трасса между городами Андорра-ла-Велья и Эскальдес-Энгордань — велоспорт (групповые гонки).

Эскальдес-Энгордань
- Павильон «Прат Гран» (кат. Pavelló Prat Gran) — дзюдо.
- Спортивный комплекс «Прат дель Роуре» (кат. Prat del Roure) — баскетбол 3×3.

Ла-Масана
- Стрельбище «Пла-де-Боррас» (кат. Camp de tir del Pla de Borras) — стендовая стрельба.
- Велопарк «Пал Аринеал» (кат. Bike Park Pal Arineal) — велоспорт (маунтинбайк).

Ордино
- Центр спортивных технологий Ордино (кат. Centro de Tecnificación Deportiva de Ordino) — регби-7.
- Трасса между населёнными пунктами Ордино и Эль-Серрат — велоспорт (индивидуальные гонки).

Энкам
- Спортивный и социально-культурный комплекс Энкама (кат. Complex Esportiu i Sociocultural d'Encamp) — волейбол.

Канильо
- Спортивный комплекс «Пере Каус» (кат. Complejo Pere Caus) — настольный теннис.

Сан-Жулиа-де-Лория
- Спортивный зал «LAUesport» — карате.

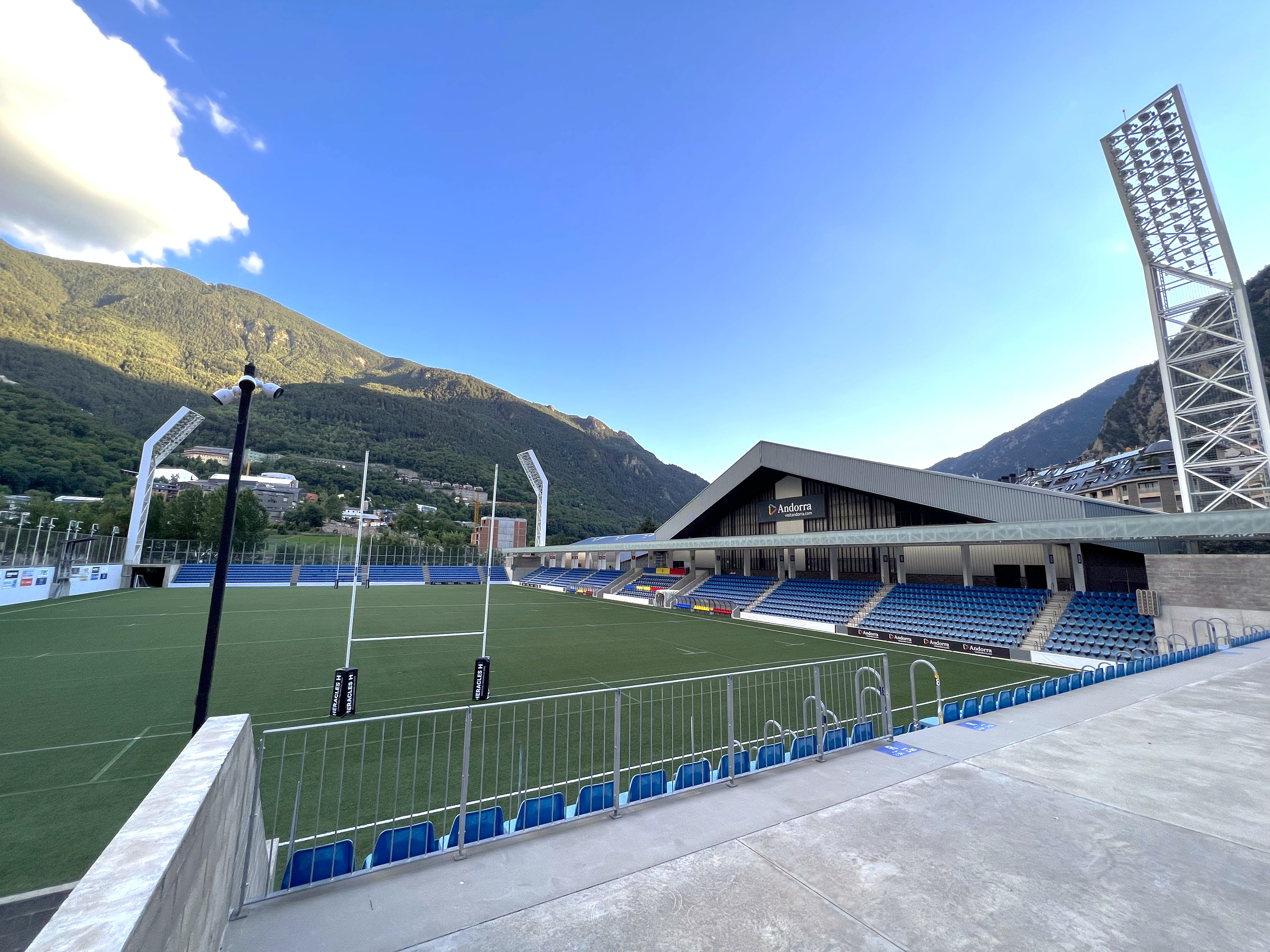
Андорра-ла-Велья Национальный стадион
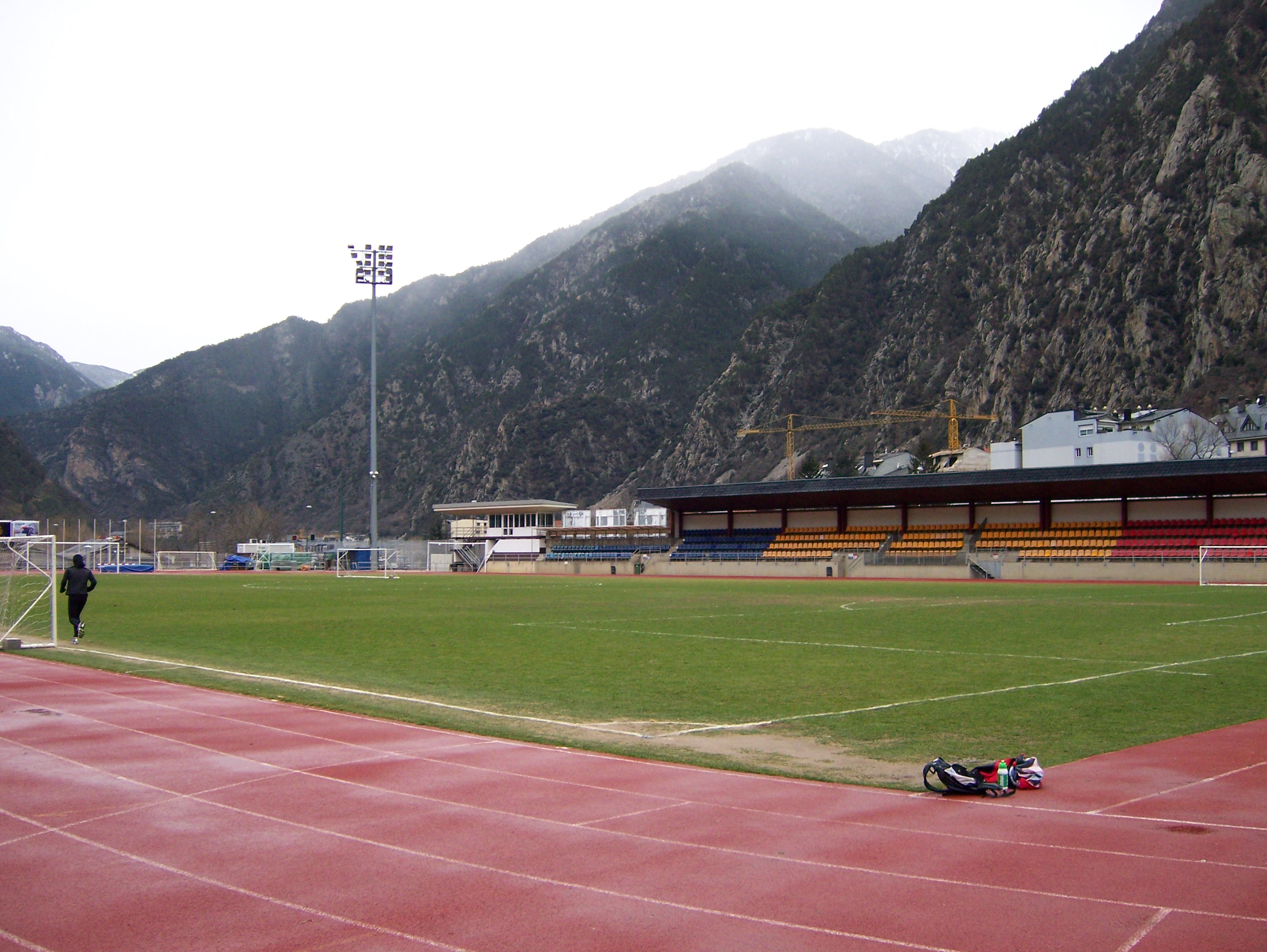
Андорра-ла-Велья Коммунальный стадион

## Виды спорта
Игры включали соревнования по 16 видам спорта. По сравнению с предыдущими играми из программы соревнований исключены парусный спорт и сквош, а добавлены велоспорт, волейбол, гимнастика, пляжный волейбол (эти виды возвращены в программу после перерыва), карате, синхронное плавание и художественная гимнастика. Было разыграно 159 комплектов наград, что на 34 больше, чем на предыдущих играх.
| - Баскетбол (1) - Баскетбол 3×3 (2) - Велоспорт (10) - Шоссейные гонки - Маунтинбайк - Волейбол (2) - Гимнастика (14) - Дзюдо (12) - Карате (11) | - Лёгкая атлетика (36) - Настольный теннис (6) - Плавание (41) - Пляжный волейбол (2) - Регби-7 (1) - Синхронное плавание (4) - Стрельба (6) - Теннис (5) - Художественная гимнастика (6) |

Примечание: число в скобках указывает, сколько комплектов медалей было разыграно в этом виде спорта.

## Календарь
| ● | Церемония открытия |  | Квалификация соревнований |  | Финалы соревнований |  | ● | Церемония закрытия |

| Май                       | Май                       | 26 | 27 | 28 | 29 | 30 | 31 | Комплекты медалей |
| ------------------------- | ------------------------- | -- | -- | -- | -- | -- | -- | ----------------- |
| Церемонии                 | Церемонии                 | ●  |    |    |    |    | ●  |                   |
| Баскетбол                 | Баскетбол                 |    |    |    |    |    | 1  | 1                 |
| Баскетбол 3×3             | Баскетбол 3×3             |    |    | 2  |    |    |    | 2                 |
| Велоспорт                 | Велоспорт                 |    | 2  |    | 4  |    | 4  | 10                |
| Волейбол                  | Волейбол                  |    |    |    |    |    | 2  | 2                 |
| Гимнастика                | Гимнастика                |    | 4  | 10 |    |    |    | 14                |
| Дзюдо                     | Дзюдо                     |    | 10 |    | 2  |    |    | 12                |
| Карате                    | Карате                    |    | 6  | 5  |    |    |    | 11                |
| Лёгкая атлетика           | Лёгкая атлетика           |    | 12 |    | 9  |    | 15 | 36                |
| Настольный теннис         | Настольный теннис         |    | 2  | 2  |    | 2  |    | 6                 |
| Плавание                  | Плавание                  |    | 10 | 10 | 12 | 9  |    | 41                |
| Пляжный волейбол          | Пляжный волейбол          |    |    |    |    |    | 2  | 2                 |
| Регби-7                   | Регби-7                   |    |    |    |    | 1  |    | 1                 |
| Синхронное плавание       | Синхронное плавание       |    |    |    |    | 2  | 2  | 4                 |
| Стрельба                  | Стрельба                  |    | 2  | 3  | 1  |    |    | 6                 |
| Теннис                    | Теннис                    |    |    |    |    | 2  | 3  | 5                 |
| Художественная гимнастика | Художественная гимнастика |    |    |    |    | 2  | 4  | 6                 |
| Май                       | Май                       | 26 | 27 | 28 | 29 | 30 | 31 | Комплекты медалей |

## Таблица медалей
В таблице представлен медальный зачёт Игр
| Страна      | Золото | Серебро | Бронза | Всего |
| ----------- | ------ | ------- | ------ | ----- |
| Кипр        | 36     | 30      | 42     | 108   |
| Люксембург  | 32     | 27      | 27     | 86    |
| Исландия    | 26     | 22      | 26     | 74    |
| Монако      | 16     | 13      | 15     | 44    |
| Мальта      | 13     | 24      | 19     | 56    |
| Андорра     | 13     | 11      | 14     | 38    |
| Черногория  | 12     | 13      | 11     | 36    |
| Сан-Марино  | 8      | 10      | 13     | 31    |
| Лихтенштейн | 4      | 6       | 8      | 18    |